# Ashar Bernardus
Ashar Christopher Bernardus (Willemstad, 21 dicembre 1985) è un calciatore olandese, centrocampista del Centro Dominguito e della Nazionale di calcio di Curaçao.

## Caratteristiche tecniche
È un trequartista.

### Carriera

#### Club
Comincia a giocare al Victory Boys. Nel 2006 si trasferisce al Barber. Nel 2013 viene acquistato dal Centro Dominguito.

#### Nazionale
Ha debuttato con la nazionale delle Antille Olandesi l'8 settembre 2006, in Antille Olandesi-Guyana (0-5). Ha messo a segno la sua prima rete con la maglia della nazionale il 23 ottobre 2008, in Cuba-Antille Olandesi (7-1). Ha collezionato in totale, con la maglia della nazionale delle Antille Olandesi, 5 presenze e una rete. Ha debuttato con la nazionale di Curaçao (nata dopo la dissoluzione delle Antille Olandesi) il 19 agosto 2011, nell'amichevole Repubblica Dominicana-Curaçao (1-0). Nel 2017 viene inserito nella lista dei convocati per la Gold Cup 2017. Ha giocato, nel dicembre 2011, due gare con la selezione di Bonaire.